# Abragciems
Abragciems – miejscowość na Łotwie, w północnej Kurlandii, w novadsie Tukums, ok. 83 km na północny zachód od Rygi, przy drodze łączącej Tukums z Kolką, nad Morzem Bałtyckim, 21 stałych mieszkańców (2005).